# Lista över Megami Tensei-media

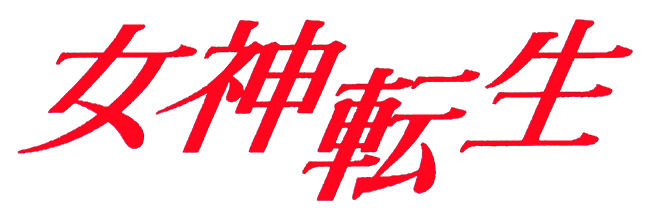
Seriens logotyp.

Megami Tensei (女神転生?  "Gudinnans återfödelse") är en serie datorrollspel som utvecklas och ges ut av Atlus. Det första spelet i serien, Digital Devil Story: Megami Tensei, baserades på Aya Nishitanis bokserie Digital Devil Story, och gavs ut 1987 till Famicom. En uppföljare, Digital Devil Story: Megami Tensei II släpptes 1990; efter detta utvecklades flera underserier, däribland Shin Megami Tensei, Devil Summoner och Persona. Det finns även flera manga och anime i serien, samt musikalbum med spelens soundtrack.

## Datorspel

### Ursprungsserien
| Titel                                                                                | Detaljer |
| ------------------------------------------------------------------------------------ | --- |
| Digital Devil Story: Megami Tensei Ursprungligt utgivningsdatum: JP: 9 november 1987 | Utgivningsår efter system: 1987 – Famicom, MSX, PC-8801 |
| Digital Devil Story: Megami Tensei Ursprungligt utgivningsdatum: JP: 9 november 1987 | Noteringar: - Baseras på Aya Nishitanis bokserie Digital Devil Story. - Versionen till MSX och PC-8801 utvecklades av Telenet Japan. Den har samma handling som Famicom-versionen, men annan gameplay. |
| Digital Devil Story: Megami Tensei II Ursprungligt utgivningsdatum: JP: 6 april 1990 | Utgivningsår efter system: 1990 – Famicom |
| Digital Devil Story: Megami Tensei II Ursprungligt utgivningsdatum: JP: 6 april 1990 | |
| Kyuuyaku Megami Tensei Ursprungligt utgivningsdatum: JP: 31 mars 1995                | Utgivningsår efter system: 1995 – Super Famicom 2012 – Virtual Console (Wii) |
| Kyuuyaku Megami Tensei Ursprungligt utgivningsdatum: JP: 31 mars 1995                | Noteringar: - En spelsamling som innehåller nyversioner av Digital Devil Story: Megami Tensei och Digital Devil Story: Megami Tensei II på en enda spelkassett.                                        |

### Shin Megami Tensei
| Titel | Detaljer |
| --- | --- |
| Shin Megami Tensei Ursprungliga utgivningsdatum: JP: 30 oktober 1992 INT: 18 mars 2014                                  | Utgivningsår efter system: 1992 – Super Famicom 1993 – PC Engine 1994 – Sega Megadrive 2001 – Playstation 2003 – Game Boy Advance 2007 – Virtual Console (Wii) 2010 – PSN (Playstation 3, Playstation Portable) 2012 – IOS, PSN (Playstation Vita) 2013 – Virtual Console (Wii U) |
| Shin Megami Tensei Ursprungliga utgivningsdatum: JP: 30 oktober 1992 INT: 18 mars 2014                                  | Noteringar: - IOS-versionen, som är en portering av Game Boy Advance-versionen, gavs ut på engelska den 18 mars 2014; detta var den första gången spelet gavs ut på engelska. |
| Shin Megami Tensei II Ursprungligt utgivningsdatum: JP: 18 mars 1994                                                    | Utgivningsår efter system: 1994 – Super Famicom 2002 – Playstation 2003 – Game Boy Advance 2010 – Wii (Virtual Console) 2010 – PSN (Playstation 3, Playstation Portable) 2012 – IOS, PSN (Playstation Vita) 2013 – Virtual Console (Wii U) |
| Shin Megami Tensei II Ursprungligt utgivningsdatum: JP: 18 mars 1994                                                    | |
| Shin Megami Tensei III: Nocturne Ursprungliga utgivningsdatum: JP: 20 februari 2003 NA: 12 oktober 2004 EU: 1 juli 2005 | Utgivningsår efter system: 2003 – Playstation 2 2014 – PSN (Playstation 3) |
| Shin Megami Tensei III: Nocturne Ursprungliga utgivningsdatum: JP: 20 februari 2003 NA: 12 oktober 2004 EU: 1 juli 2005 | Noteringar: - Inkluderar figuren Dante från Capcoms spelserie Devil May Cry som gästfigur. - En utökad version vid namn Shin Megami Tensei III: Nocturne Maniax släpptes den 29 januari 2004 till Playstation 2 i Japan; det är den versionen som den västerländska versionen baseras på. - Ytterligare en version, Shin Megami Tensei III: Nocturne Maniax Chronicle, släpptes 2008 i Japan; i den här versionen byttes Dante ut mot figuren Raidou Kuzunoha från Megami Tensei-serien Devil Summoner. |
| Shin Megami Tensei: Strange Journey Ursprungliga utgivningsdatum: JP: 8 oktober 2009 NA: 23 mars 2010                   | Utgivningsår efter system: 2009 – Nintendo DS |
| Shin Megami Tensei: Strange Journey Ursprungliga utgivningsdatum: JP: 8 oktober 2009 NA: 23 mars 2010                   | Noteringar: - Utvecklades i Etrian Odyssey-spelmotorn. |
| Shin Megami Tensei IV Ursprungliga utgivningsdatum: JP: 23 maj 2013 NA: 13 juli 2013 PAL: 30 oktober 2014               | Utgivningsår efter system: 2013 – Nintendo 3DS |
| Shin Megami Tensei IV Ursprungliga utgivningsdatum: JP: 23 maj 2013 NA: 13 juli 2013 PAL: 30 oktober 2014               | Noteringar: - I Europa, Australien, Nya Zeeland, Afrika och Mellanöstern var spelet enbart tillgängligt digitalt, via Nintendo Eshop. |
| Shin Megami Tensei IV: Final Ämnat utgivningsdatum: JP: 10 februari 2016                                                | Ämnat utgivningssystem: 2016 – Nintendo 3DS |
| Shin Megami Tensei IV: Final Ämnat utgivningsdatum: JP: 10 februari 2016                                                | |

### Gaiden: Last Bible
| Titel                                                                                             | Detaljer |
| ------------------------------------------------------------------------------------------------- | --- |
| Revelations: The Demon Slayer Ursprungliga utgivningsdatum: JP: 23 december 1992 NA: Augusti 1999 | Utgivningsår efter system: 1992 – Game Boy 1999 – Game Boy Color 2012 – Virtual Console (Nintendo 3DS)                                                                                                   |
| Revelations: The Demon Slayer Ursprungliga utgivningsdatum: JP: 23 december 1992 NA: Augusti 1999 | Noteringar: - Gavs i Japan ut under titeln Megami Tensei Gaiden: Last Bible (女神転生外伝?). - En nyversion till Game Boy Color släpptes den 16 april 1999 i Japan och i augusti samma år i Nordamerika. |
| Megami Tensei Gaiden: Last Bible II Ursprungligt utgivningsdatum: JP: 19 november 1993            | Utgivningsår efter system: 1993 – Game Boy 1999 – Game Boy Color 2012 – Virtual Console (Nintendo 3DS)                                                                                                   |
| Megami Tensei Gaiden: Last Bible II Ursprungligt utgivningsdatum: JP: 19 november 1993            | Noteringar: - En nyversion till Game Boy Color släpptes den 19 november 1999 i Japan. |
| Another Bible Ursprungligt utgivningsdatum: JP: 4 mars 1995                                       | Utgivningsår efter system: 1995 – Game Boy |
| Another Bible Ursprungligt utgivningsdatum: JP: 4 mars 1995                                       | Noteringar: - En spinoff i genren strategidatorspel. |
| Last Bible III Ursprungligt utgivningsdatum: JP: 4 mars 1995                                      | Utgivningsår efter system: 1995 – Super Famicom 2015 – Virtual Console (Wii U) |
| Last Bible III Ursprungligt utgivningsdatum: JP: 4 mars 1995                                      | |
| Last Bible Special Ursprungligt utgivningsdatum: JP: 24 mars 1995                                 | Utgivningsår efter system: 1995 – Sega Game Gear |
| Last Bible Special Ursprungligt utgivningsdatum: JP: 24 mars 1995                                 | Noteringar: - Utvecklades av Sega. |

### Majin Tensei
| Titel                                                                              | Detaljer                                                                     |
| ---------------------------------------------------------------------------------- | ---------------------------------------------------------------------------- |
| Majin Tensei Ursprungligt utgivningsdatum: JP: 28 januari 1994                     | Utgivningsår efter system: 1994 – Super Famicom 2011 – Virtual Console (Wii) |
| Majin Tensei Ursprungligt utgivningsdatum: JP: 28 januari 1994                     |                                                                              |
| Majin Tensei II: Spiral Nemesis Ursprungligt utgivningsdatum: JP: 19 februari 1995 | Utgivningsår efter system: 1995 – Super Famicom 2011 – Virtual Console (Wii) |
| Majin Tensei II: Spiral Nemesis Ursprungligt utgivningsdatum: JP: 19 februari 1995 |                                                                              |
| Ronde Ursprungligt utgivningsdatum: JP: 30 oktober 1997                            | Utgivningsår efter system: 1997 – Sega Saturn                                |
| Ronde Ursprungligt utgivningsdatum: JP: 30 oktober 1997                            |                                                                              |

### Devil Summoner
| Titel | Detaljer |
| --- | --- |
| Shin Megami Tensei: Devil Summoner Ursprungligt utgivningsdatum: JP: 25 december 1995                                                                         | Utgivningsår efter system: 1995 – Sega Saturn 2005 – Playstation Portable 2010 – PSN (Playstation Portable) |
| Shin Megami Tensei: Devil Summoner Ursprungligt utgivningsdatum: JP: 25 december 1995                                                                         | Noteringar: - Utspelar sig i en modern japansk förort, till skillnad från det apokalyptiska Tokyo från Shin Megami Tensei. - Sega Saturn-versionen planerades ursprungligen att ges ut i Nordamerika i juli 1996. - En nyversion släpptes till Playstation Portable den 22 december 2005 i Japan. - Ett digitalt uppslagsverk över demonerna i spelet släpptes till Sega Saturn den 26 april 1996 i Japan. |
| Devil Summoner: Soul Hackers Ursprungliga utgivningsdatum: JP: 13 november 1997 NA: 16 april 2013 EU: 20 september 2013                                       | Utgivningsår efter system: 1997 – Sega Saturn 1999 – Playstation 2012 – Nintendo 3DS |
| Devil Summoner: Soul Hackers Ursprungliga utgivningsdatum: JP: 13 november 1997 NA: 16 april 2013 EU: 20 september 2013                                       | Noteringar: - En nyversion släpptes till Nintendo 3DS den 30 augusti 2012 i Japan, den 16 april 2013 i Nordamerika, och den 20 september 2013 i Europa. - Ett digitalt uppslagsverk över demonerna i spelet släpptes till Sega Saturn den 23 december 1997 i Japan. |
| Shin Megami Tensei: Devil Summoner: Raidou Kuzunoha vs. The Soulless Army Ursprungliga utgivningsdatum: JP: 2 mars 2006 NA: 10 oktober 2006 EU: 27 april 2007 | Utgivningsår efter system: 2006 – Playstation 2 2014 – PSN (Playstation 3) |
| Shin Megami Tensei: Devil Summoner: Raidou Kuzunoha vs. The Soulless Army Ursprungliga utgivningsdatum: JP: 2 mars 2006 NA: 10 oktober 2006 EU: 27 april 2007 | Noteringar: - Är ett actionrollspel, till skillnad från tidigare spel som är turordningsbaserade. - Utspelar sig i Japan innan andra världskrigets utbrott år Taishō 20 i en alternativ värld där Taishokejsaren levde längre och Taishō-perioden därmed varade längre. |
| Shin Megami Tensei: Devil Summoner 2: Raidou Kuzunoha vs. King Abaddon Ursprungliga utgivningsdatum: JP: 23 oktober 2008 NA: 12 maj 2009                      | Utgivningsår efter system: 2008 – Playstation 2 2014 – PSN (Playstation 3) |
| Shin Megami Tensei: Devil Summoner 2: Raidou Kuzunoha vs. King Abaddon Ursprungliga utgivningsdatum: JP: 23 oktober 2008 NA: 12 maj 2009                      | |

### Persona
| Titel | Detaljer |
| --- | --- |
| Revelations: Persona Ursprungliga utgivningsdatum: JP: 20 september 1996 NA: December 1996 PAL: 11 augusti 2010                                          | Utgivningsår efter system: 1996 – Playstation 1999 – Microsoft Windows 2009 – Playstation Portable 2010 – PSN (Playstation Portable) |
| Revelations: Persona Ursprungliga utgivningsdatum: JP: 20 september 1996 NA: December 1996 PAL: 11 augusti 2010                                          | Noteringar: - Gavs i Japan ut under titeln Megami Ibunroku Persona (女神異聞録 ペルソナ Megami Ibunroku Perusona?). - En portering till Windows 95/98 släpptes den 25 mars 1999 i Japan. - En nyversion släpptes till Playstation Portable den 29 april 2009 i Japan, den 22 september 2009 i Nordamerika, och digitalt via PSN den 11 augusti 2010 i Europa och Australien. |
| Persona 2: Innocent Sin Ursprungliga utgivningsdatum: JP: 24 juni 1999 NA: 20 september 2011 EU: 4 november 2011                                         | Utgivningsår efter system: 1999 – Playstation 2011 – Playstation Portable, PSN (Playstation Portable) |
| Persona 2: Innocent Sin Ursprungliga utgivningsdatum: JP: 24 juni 1999 NA: 20 september 2011 EU: 4 november 2011                                         | Noteringar: - Gavs i Japan ut under titeln Persona 2: Tsumi (ペルソナ2 罪 Perusona 2: Tsumi?). - En nyversion släpptes till Playstation Portable den 14 april 2011 i Japan, den 20 september 2011 i Nordamerika, och den 4 november 2011 i Europa. |
| Persona 2: Eternal Punishment Ursprungliga utgivningsdatum: JP: 29 juni 2000 NA: 22 december 2000                                                        | Utgivningsår efter system: 2000 – Playstation 2012 – Playstation Portable, PSN (Playstation Portable) |
| Persona 2: Eternal Punishment Ursprungliga utgivningsdatum: JP: 29 juni 2000 NA: 22 december 2000                                                        | Noteringar: - Gavs i Japan ut under titeln Persona 2: Batsu (ペルソナ2 罰 Perusona 2: Batsu?). - En nyversion med nytt material släpptes till Playstation Portable den 17 maj 2012 i Japan. - På grund av "ovanliga omständigheter" kunde Playstation Portable-versionen inte ges ut på engelska; istället valde Atlus att göra Playstation-versionen tillgänglig digitalt via PSN. |
| Shin Megami Tensei: Persona 3 Ursprungliga utgivningsdatum: JP: 13 juli 2006 KOR 21 december 2006 NA 14 augusti 2007 EU 29 februari 2008 AUS 6 mars 2008 | Utgivningsår efter system: 2006 – Playstation 2 2009 – Playstation Portable, PSN (Playstation Portable) |
| Shin Megami Tensei: Persona 3 Ursprungliga utgivningsdatum: JP: 13 juli 2006 KOR 21 december 2006 NA 14 augusti 2007 EU 29 februari 2008 AUS 6 mars 2008 | Noteringar: - Gavs i Japan ut under titeln Persona 3 (ペルソナ3 Perusona 3?). - En utökad version, Persona 3 FES, som innehåller epilogen The Answer, släpptes till Playstation 2 den 19 april 2007 i Japan, den 17 augusti 2007 i Sydkorea, den 22 april 2008 i Nordamerika, den 17 oktober 2008 i Europa och den 13 november 2008 i Australien. - En utökad version med annat material, Persona 3 Portable, släpptes till Playstation Portable den 1 november 2009 i Japan,, den 6 juli 2010 i Nordamerika, och den 29 april 2011 i Europa.                            |
| Shin Megami Tensei: Persona 4 Ursprungliga utgivningsdatum: JP: 10 juli 2008 KOR 31 oktober 2008 NA 8 december 2008 AUS 12 mars 2009 EU 13 mars 2009     | Utgivningsår efter system: 2008 – Playstation 2 2012 – Playstation Vita 2014 – PSN (Playstation 3) |
| Shin Megami Tensei: Persona 4 Ursprungliga utgivningsdatum: JP: 10 juli 2008 KOR 31 oktober 2008 NA 8 december 2008 AUS 12 mars 2009 EU 13 mars 2009     | Noteringar: - Gavs i Japan ut under titeln Persona 4 (ペルソナ4 Perusona 4?). - En utökad version, Persona 4 Golden, släpptes till Playstation Vita den 14 juni 2012 i Japan, den 20 november 2012 i Nordamerika, och den 24 januari 2013 i Europa. |
| Persona 4 Arena Ursprungliga utgivningsdatum: JP: 1 mars 2012 NA: 7 augusti 2012 EU: 10 maj 2013                                                         | Utgivningsår efter system: 2012 – Arkad, Playstation 3, Xbox 360 |
| Persona 4 Arena Ursprungliga utgivningsdatum: JP: 1 mars 2012 NA: 7 augusti 2012 EU: 10 maj 2013                                                         | Noteringar: - Gavs i Japan ut under titeln Persona 4: The Ultimate in Mayonaka Arena (ペルソナ4 ジ・アルティメット イン マヨナカアリーナ Perusona 4: Ji Arutimetto in Mayonaka Arīna?). - Släpptes först som arkadspel i Japan. - En portering som innehåller ett berättelseläge släpptes till Playstation 3 och Xbox 360 den 26 juli 2012 i Japan, den 7 augusti 2012 i Nordamerika, och den 10 maj 2013 i Europa. - Spelet är det första Playstation 3-spelet som har regionslås.                                                                                      |
| Persona 4 Arena Ultimax Ursprungliga utgivningsdatum: JP: 28 november 2013 NA: 30 september 2014 EU: 21 november 2014                                    | Utgivningsår efter system: 2013 – Arkad 2014 – Playstation 3, Xbox 360 |
| Persona 4 Arena Ultimax Ursprungliga utgivningsdatum: JP: 28 november 2013 NA: 30 september 2014 EU: 21 november 2014                                    | Noteringar: - Gavs i Japan ut under titeln Persona 4: The Ultimax Ultra Suplex Hold (ペルソナ4 ジ・アルティマックス ウルトラスープレックスホールド Perusona 4: Ji Arutimakkusu Urutora Sūpurekkusu Hōrudo?). - Släpptes först som arkadspel i Japan. - En portering som innehåller ett berättelseläge släpptes till konsoler den 28 augusti 2014 i Japan, den 30 september 2014 i Nordamerika, och den 21 november 2014 i Europa. I Japan är spelet enbart tillgängligt på Playstation 3, medan det både finns till Playstation 3 och Xbox 360 i Nordamerika och Europa. |
| Persona Q: Shadow of the Labyrinth Ursprungliga utgivningsdatum: JP 5 juni 2014 KOR 23 oktober 2014 NA: 25 november 2014 EU: 28 november 2014            | Utgivningsår efter system: 2014 – Nintendo 3DS |
| Persona Q: Shadow of the Labyrinth Ursprungliga utgivningsdatum: JP 5 juni 2014 KOR 23 oktober 2014 NA: 25 november 2014 EU: 28 november 2014            | Noteringar: - En crossover mellan Persona och Etrian Odyssey, med figurer från Persona 3 och 4. |
| Persona 4: Dancing All Night Ursprungliga utgivningsdatum: JP: 25 juni 2015 NA: Q3/Q4 2015                                                               | Utgivningsår efter system: 2014 – Playstation Vita |
| Persona 4: Dancing All Night Ursprungliga utgivningsdatum: JP: 25 juni 2015 NA: Q3/Q4 2015                                                               | Noteringar: - Ett rytmspel med danstema. |
| Persona 5 Ämnade utgivningsdatum: JP: Q2/Q3 2016 NA: 2016                                                                                                | Ämna(de) utgivningssystem: 2015 – Playstation 3, Playstation 4 |
| Persona 5 Ämnade utgivningsdatum: JP: Q2/Q3 2016 NA: 2016                                                                                                | |

### Devil Children
| Titel | Detaljer |
| --- | --- |
| Shin Megami Tensei: Devil Children: Aka no Sho och Kuro no Sho Ursprungligt utgivningsdatum: JP: 17 november 2000 | Utgivningsår efter system: 2000 – Game Boy Color 2013 – Virtual Console (Nintendo 3DS)                                       |
| Shin Megami Tensei: Devil Children: Aka no Sho och Kuro no Sho Ursprungligt utgivningsdatum: JP: 17 november 2000 | Noteringar: Gavs ut i två versioner: Aka ("röd") och Kuro ("svart").                                                         |
| Shin Megami Tensei: Devil Children: Shiro no Sho Ursprungligt utgivningsdatum: JP: 27 juli 2001                   | Utgivningsår efter system: 2001 – Game Boy Color                                                                             |
| Shin Megami Tensei: Devil Children: Shiro no Sho Ursprungligt utgivningsdatum: JP: 27 juli 2001                   | |
| Shin Megami Tensei: Devil Children: Aka no Sho, Kuro no Sho Ursprungligt utgivningsdatum: JP: 28 mars 2002        | Utgivningsår efter system: 2002 – Playstation 2010 – PSN (Playstation 3, Playstation Portable) 2012 – PSN (Playstation Vita) |
| Shin Megami Tensei: Devil Children: Aka no Sho, Kuro no Sho Ursprungligt utgivningsdatum: JP: 28 mars 2002        | |
| Demikids: Light Version och Dark Version Ursprungliga utgivningsdatum: JP: 15 november 2002 NA: 7 oktober 2003    | Utgivningsår efter system: 2002 – Game Boy Advance                                                                           |
| Demikids: Light Version och Dark Version Ursprungliga utgivningsdatum: JP: 15 november 2002 NA: 7 oktober 2003    | Noteringar: - Gavs ut i två versioner: Light (光 Hikari?, "ljus") och Dark (闇 Yami?, "mörker").                             |
| Shin Megami Tensei: Devil Children: Puzzle de Call! Ursprungligt utgivningsdatum: JP: 25 juli 2003                | Utgivningsår efter system: 2003 – Game Boy Advance                                                                           |
| Shin Megami Tensei: Devil Children: Puzzle de Call! Ursprungligt utgivningsdatum: JP: 25 juli 2003                | |
| Shin Megami Tensei: Devil Children: Honō no Sho och Kōri no Sho Ursprungligt utgivningsdatum: JP: 25 juli 2003    | Utgivningsår efter system: 2003 – Game Boy Advance                                                                           |
| Shin Megami Tensei: Devil Children: Honō no Sho och Kōri no Sho Ursprungligt utgivningsdatum: JP: 25 juli 2003    | Noteringar: - Gavs ut i två versioner: Honō ("Flamma") och Kōri ("Is").                                                      |
| Shin Megami Tensei: Devil Children: Messiah Riser Ursprungligt utgivningsdatum: JP: 4 november 2004               | Utgivningsår efter system: 2004 – Game Boy Advance                                                                           |
| Shin Megami Tensei: Devil Children: Messiah Riser Ursprungligt utgivningsdatum: JP: 4 november 2004               | |

### Mobilspel
| Titel                                                                        | Detaljer                                         |
| ---------------------------------------------------------------------------- | ------------------------------------------------ |
| Majin Tensei: Blind Thinker Ursprungligt utgivningsdatum: JP: 11 juli 2007   | Utgivningsår efter system: 2007 – mobiltelefoner |
| Majin Tensei: Blind Thinker Ursprungligt utgivningsdatum: JP: 11 juli 2007   |                                                  |
| Majin Tensei: Blind Thinker II Ursprungligt utgivningsdatum: JP: 14 maj 2008 | Utgivningsår efter system: 2008 – mobiltelefoner |
| Majin Tensei: Blind Thinker II Ursprungligt utgivningsdatum: JP: 14 maj 2008 |                                                  |

### Övriga datorspel
| Titel | Detaljer |
| --- | --- |
| Shin Megami Tensei if... Ursprungligt utgivningsdatum: JP: 28 oktober 1994                                                         | Utgivningsår efter system: 1994 – Super Famicom 2002 – Playstation 2010 – Virtual Console (Wii) 2010 – PSN (Playstation, Playstation Portable) 2012 – IOS, PSN (Playstation Vita) 2013 – Virtual Console (Wii U) |
| Shin Megami Tensei if... Ursprungligt utgivningsdatum: JP: 28 oktober 1994                                                         | |
| Jack Bros. Ursprungliga utgivningsdatum: JP: 29 september 1995 NA: 1 oktober 1995                                                  | Utgivningsår efter system: 1995 – Virtual Boy |
| Jack Bros. Ursprungliga utgivningsdatum: JP: 29 september 1995 NA: 1 oktober 1995                                                  | |
| Giten Megami Tensei: Tokyo Mokushiroku Ursprungligt utgivningsdatum: JP: 4 april 1997                                              | Utgivningsår efter system: 1997 – PC-9801 1999 – Microsoft Windows |
| Giten Megami Tensei: Tokyo Mokushiroku Ursprungligt utgivningsdatum: JP: 4 april 1997                                              | |
| Shin Megami Tensei: Nine Ursprungligt utgivningsdatum: JP: 5 december 2002                                                         | Utgivningsår efter system: 2002 – Xbox |
| Shin Megami Tensei: Nine Ursprungligt utgivningsdatum: JP: 5 december 2002                                                         | Noteringar: - Släpptes först som ett fristående spel, med en online-version planerad; i maj 2003 avbröts dock utvecklingen av online-versionen. |
| Shin Megami Tensei: Digital Devil Saga Ursprungliga utgivningsdatum: JP: 15 juli 2004 NA: 5 april 2005 EU: 21 juli 2006            | Utgivningsår efter system: 2004 – Playstation 2 |
| Shin Megami Tensei: Digital Devil Saga Ursprungliga utgivningsdatum: JP: 15 juli 2004 NA: 5 april 2005 EU: 21 juli 2006            | |
| Shin Megami Tensei: Digital Devil Saga 2 Ursprungliga utgivningsdatum: JP: 27 januari 2005 NA: 3 oktober 2005 EU: 16 februari 2007 | Utgivningsår efter system: 2005 – Playstation 2 |
| Shin Megami Tensei: Digital Devil Saga 2 Ursprungliga utgivningsdatum: JP: 27 januari 2005 NA: 3 oktober 2005 EU: 16 februari 2007 | |
| Shin Megami Tensei: Imagine Ursprungliga utgivningsdatum: JP: 13 december 2007 NA: 30 december 2008                                | Utgivningsår efter system: 2007 – Microsoft Windows 2009 – OS X |
| Shin Megami Tensei: Imagine Ursprungliga utgivningsdatum: JP: 13 december 2007 NA: 30 december 2008                                | |
| Shin Megami Tensei: Devil Survivor Ursprungliga utgivningsdatum: JP: 15 januari 2009 NA: 23 juni 2009 EU: 29 mars 2013             | Utgivningsår efter system: 2009 – Nintendo DS 2011 – Nintendo 3DS |
| Shin Megami Tensei: Devil Survivor Ursprungliga utgivningsdatum: JP: 15 januari 2009 NA: 23 juni 2009 EU: 29 mars 2013             | Noteringar: - En utökad version, Shin Megami Tensei: Devil Survivor Overclocked, släpptes till Nintendo 3DS den 23 augusti 2011 i Nordamerika, den 1 september 2011 i Japan, och den 29 mars 2013 i Europa. - Den europeiska versionen av Overclocked har flera buggar som leder till att spelet fryser; dessa kan rättas till med en patch. |
| Shin Megami Tensei: Devil Survivor 2 Ursprungliga utgivningsdatum: JP: 28 juli 2011 NA: 28 februari 2012 EU: 15 oktober 2013       | Utgivningsår efter system: 2011 – Nintendo DS |
| Shin Megami Tensei: Devil Survivor 2 Ursprungliga utgivningsdatum: JP: 28 juli 2011 NA: 28 februari 2012 EU: 15 oktober 2013       | Noteringar: - En utökad version, Shin Megami Tensei: Devil Survivor 2 Record Breaker, släpptes till Nintendo 3DS den 29 januari 2015 i Japan, den 26 februari 2015 i Sydkorea, den 5 maj 2015 i Nordamerika, och planeras ges ut den 11 september 2015[uppföljning saknas] i Europa.                                                         |
| Genei Ibun Roku ♯FE Ursprungliga utgivningsdatum: JP: 26 december 2015 NA: 2016 EU: 2016                                           | Utgivningsår efter system: 2015 – Wii U |
| Genei Ibun Roku ♯FE Ursprungliga utgivningsdatum: JP: 26 december 2015 NA: 2016 EU: 2016                                           | Noteringar: - En crossover mellan Shin Megami Tensei och Fire Emblem. |